# Oblast de Perm

Bandeira do Oblast de Perm

O Oblast de Perm é uma antiga divisão federal da Federação Russa. Foi suprimido em 1 de Dezembro de 2005 e integrado no krai de Perm.